# 戈爾伯內什蒂鄉
47°47′N 26°51′E / 47.783°N 26.850°E
戈爾伯內什蒂鄉（羅馬尼亞語：Comuna Gorbănești, Botoșani），是羅馬尼亞的鄉份，位於該國東北部，由博托沙尼縣負責管轄，面積82平方公里，海拔高度190米，2007年人口3,551，人口密度每平方公里44人。